# Lomtjärnen (Bollebygds socken, Västergötland, 639842-131584)
Lomtjärnen är en sjö i Bollebygds kommun i Västergötland och ingår i Viskans huvudavrinningsområde.